# サウスポー・キラー
『サウスポー・キラー』は、水原秀策による日本の推理小説。
第3回『このミステリーがすごい!』大賞の大賞受賞作。受賞時のタイトルは『スロウ・カーヴ』。深町秋生の『果てしなき渇き』との大賞ダブル受賞となった。

## ストーリー
周到に計画された恐ろしい陰謀に巻き込まれた人気球団の投手である主人公が真実を追う、プロ野球界を舞台にした異色のミステリー。

## 登場人物
- 沢村航

主人公。人気球団オリオールズの二年目投手。
ある日突然、身に覚えがない「野球賭博への関与」を告発する文書が球団とマスコミに送りつけられ、謹慎処分を受けてしまう。